# Шварцвальдбан (Баден)
Шварцвальдбан (нім. Badische Schwarzwaldbahn) — двоколійна електрифікована залізниця в Баден-Вюртемберзі, Німеччина, що прямує NW-SE та сполучає Райнтальбан в Оффенбурзі з Гохрайнбаном у Зінгені. 
Прямуючи через Шварцвальд, через дивовижні краєвиди, маршрут має довжину 150 км, піднімається на 650 метрів від найнижчої до найвищої висоти та проходить через 39 тунелів і 2 віадуки. 
Це єдина справжня гірська залізниця в Німеччині, побудована з двома коліями, і найважливіша залізнична лінія в Шварцвальді. 
Побудована в 1863—1873 рр. за проєктами, складеними Робертом Гервігом.
Цю лінію не слід плутати із Шварцвальдбан (Вюртемберг), який прямує між Штутгартом і Кальвом у Німеччині.

## Географічне та економічне значення
Прямуючи через Шварцвальд, Шварцвальдбан скоротив маршрут між Оффенбургом і Зінгеном, які сполучені Баденською магістраллю, з 240 км до 150 км. 
Наразі цей маршрут обслуговується регулярними поїздами Deutsche Bahn Regional-Express із використанням двоповерхового рухомого складу, що забезпечує чудові краєвиди. 
Потяги продовжують рух на південь від Зінгена Гохтальбаном до Констанца, через швейцарський кордон до Кройцлінгенц та на північ до Карлсруе Райнтальбаном. 
Крім того, лінія використовується щоденним Intercity між Констанцом і Гамбург-Альтона.
Цей шлях також був економічно важливим для невеликих громад у південному Шварцвальду. 
Для багатьох населених пунктів, до яких до появи залізничного сполучення можна було дістатися лише на кінних екіпажах, цей розвиток був ключовим для їх індустріалізації. 
З кінця ХІХ століття, аж до Першої світової війни, виробництво годинників у Шварцвальді переживало свій економічний розквіт, і ця галузь знаменує місцеву економіку навіть сьогодні. 
Не лише жителі міст, які безпосередньо розташовані на залізниці, таких як Занкт-Георген, Горнберг, Філлінген-Швеннінген і Донауешинген, були бенефіціарами залізничного сполучення, але навіть Фуртванген чи Шрамберг, які розташовані неподалік, отримали прибуток. 
Лінія також значуща в туристичному плані.

## Історія

### Фаза планування
Перші проєкти залізниці прямо через Середній Шварцвальд складені в 1840-х роках. 
Однак ці початкові плани не здійснилися, головним чином через відсутність технічного досвіду, необхідного для будівництва цієї складної та дорогої лінії.
Спочатку Шварцвальдбан була призначена як фідерна лінія до швейцарського Готтардбану через німецько-швейцарський кордон біля Вальдсгута та Кобленца. 
Геологічні проблеми в долині Вутах завадили прокласти залізницю на південь від Донауешингена, і поїзди довго об’їжджали швейцарський кантон Шаффхаузен, щоб дістатися до Зінгена, поблизу Боденського озера, яке було кінцевим пунктом призначення.
Після того, як відправною точкою обрали Оффенбург, а пунктом призначення — Зінген, розглянули три варіанти лінії:
- Брегталліні через Фуртванген і вздовж річки Брег,
- Зоммерауліні через Горнберг і Триберг
- Шильтахліні через Вольфах, Шильтах і Шрамберг.

Варіант Брегталліні відхилено першим через його вартість і складність. З інженерного погляду, насправді Шильтахліні виявилося найпростішим у виконанні; однак, оскільки ця лінія проходила б через Шрамберг у Вюртемберзі, а не була б розташована лише в Бадені, остаточно вирішили використовувати Зоммерауліні. 
Інженерові залізничного транспорту Робертові Гервігу доручили розробити проєкт маршруту.

## Будівництво

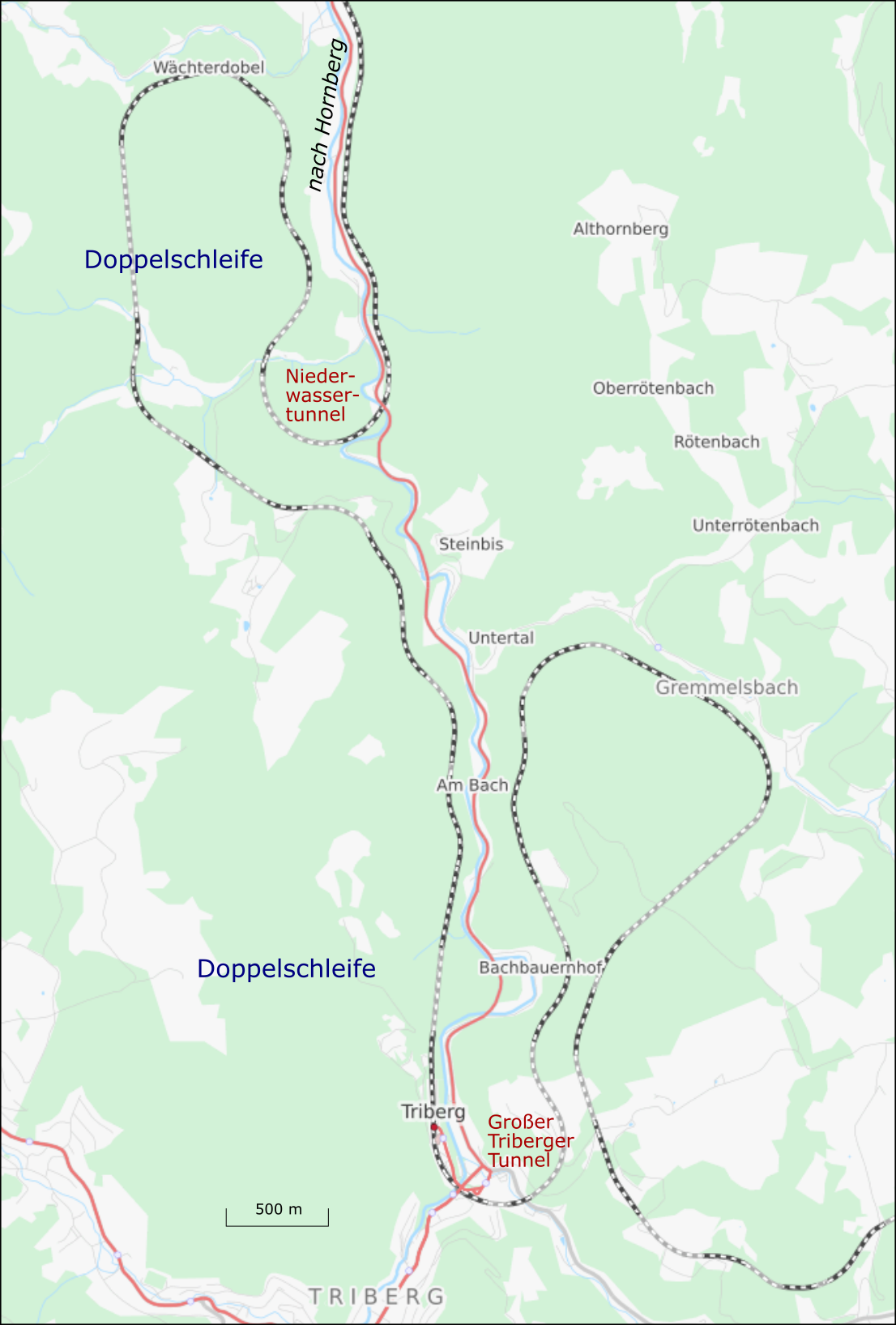
Мапа найскладнішої дистанції

Оскільки центральна дільниця потребувала розширеного етапу планування, Баденська державна залізниця прийняла рішення спочатку розпочати будівництво першої секції, від Оффенбурга до Гаузаху, і останньої секції, від Енгена до Зінгену. 
Робота між Оффенбургом і Гаузахом виявилася відносно нескладною, оскільки інженери змогли використати долину Кінцигу. 
Єдиним винятком була необхідність прокладання нового річища Кінцигу поблизу Генгенбаха.
Між Енгеном і Донауешингеном будівництво відбувалося в значно складніших умовах. 
Щоб пройти вододіл між річками Рейн і Дунай, тунель Геттінгер довелося пройти через місцевий вапняк. 
Крім того, 240 м річища Дунаю потрібно було змінити між громадами Пфорен і Нойдінген.
Розглянули два варіанти досягнення виходу з долини Дунаю в напрямку Гегау. 
Одним із варіантів був вихід із долини біля Гайзінгену, другим виходом був вихід біля Іммендінгену. 
Зрештою Гервіг віддав перевагу іммендінгенському варіанту, оскільки будівництво залізниці тут було легшим. 
У 1870 році франко-прусська війна затримала будівництво, оскільки німецькі будівельні бригади були призвані на військову службу, а італійські бригади були звільнені. 
Роботи відновилися лише в 1871 році.

### 1866—1919

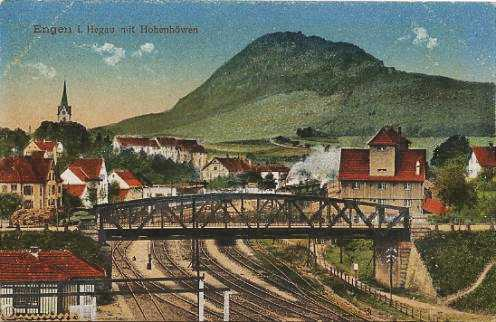
Станція Енген близько 1900 року

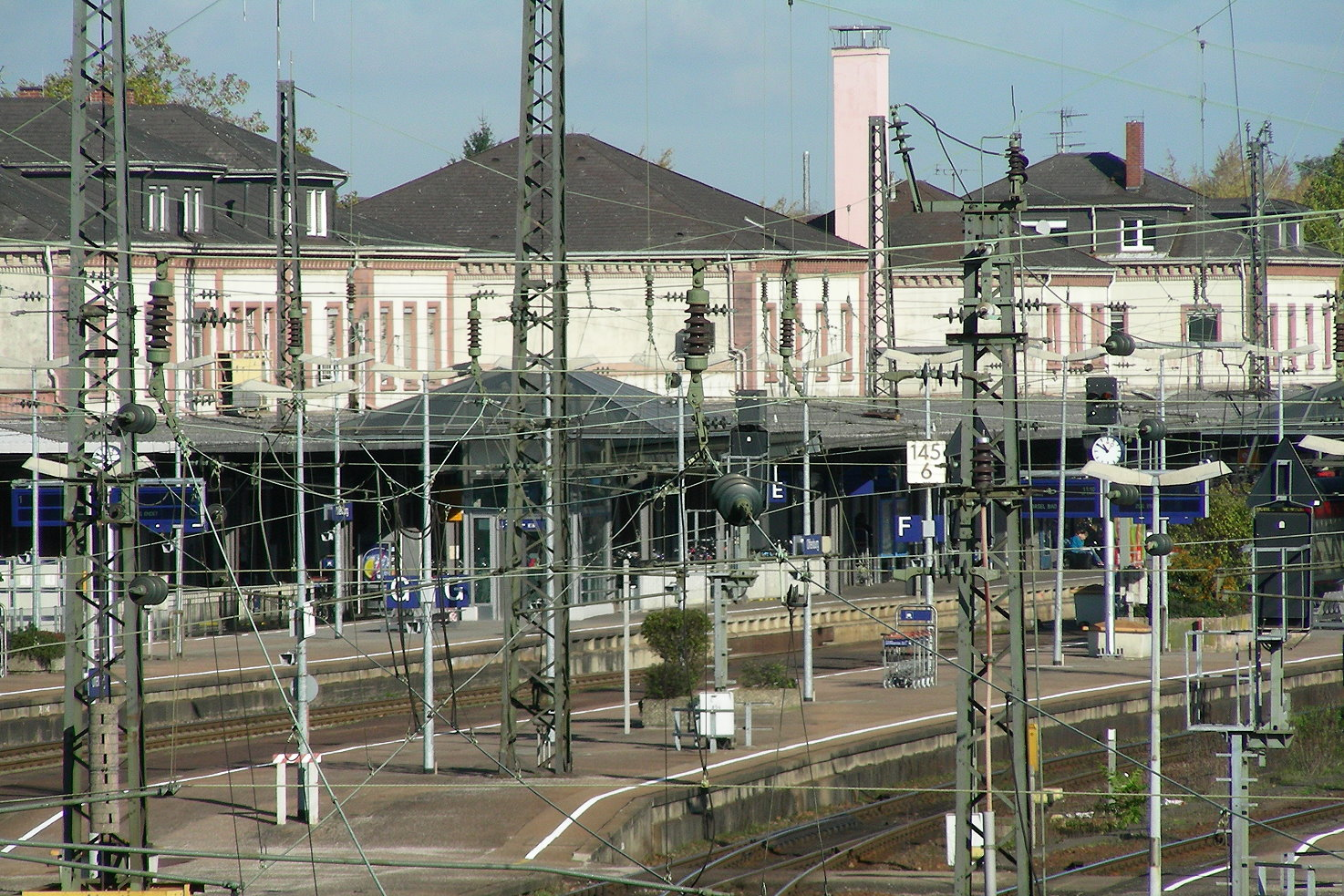
Залізнична станція – початок Шварцвальдбану

2 липня 1866 року відкрито дільницю Оффенбург — Гаузах як частину Кінцигтальбану. 

Відкриття дільниці Енген — Зінген відбулося 6 вересня того ж року. 

У Зінгені та Оффенбурзі було сполучення із головною магістраллю Бадена. 
З Енгену лінію було продовжено 15 червня 1868 року до Донауешингена 

16 серпня 1869 року до Філінгена. 
 
З 10 листопада 1873 року Шварцвальдбан був проїзний по всій довжині, а розрив між Гаузахом і Філлінгеном був закритий. 

Спочатку з Оффенбурга до Констанца курсували 5 пасажирських поїздів, а на дільниці Філлінген — Констанц курсували ще 3 поїзди. 
Було також експрес-пасажирське сполучення з Констанца до Іммендінгену, причому цей поїзд потім прямував до Штутгарта, а також один експрес-потяг з Оффенбурга до Зінгена. 
Ця остання послуга займала близько чотирьох годин. 
До 1888 року дільницю Гаузах — Філлінген було розширено до двоколійної.
На початку 1900-х років кількість регулярних пасажирських поїздів постійно зростала. 
Крім того, сполучення вантажних поїздів також зросло. 
Починаючи з літа 1906 року, все більше і більше пасажирських експресів використовували лінію, серед них міжнародні сполучення, такі як Амстердам – Констанц, Остенде – Констанц і Франкфурт-на-Майні — Кур. 
Однак незабаром ці рейси скасовано.
Після початку Першої світової війни в 1914 році трафік постійно скорочувалася протягом війни. 
Влітку 1918 року лінією курсував лише один пасажирський поїзд. 
24 травня 1918 року, біля Тріберга вибухнув ешелон із боєприпасами.

### 1919—1945

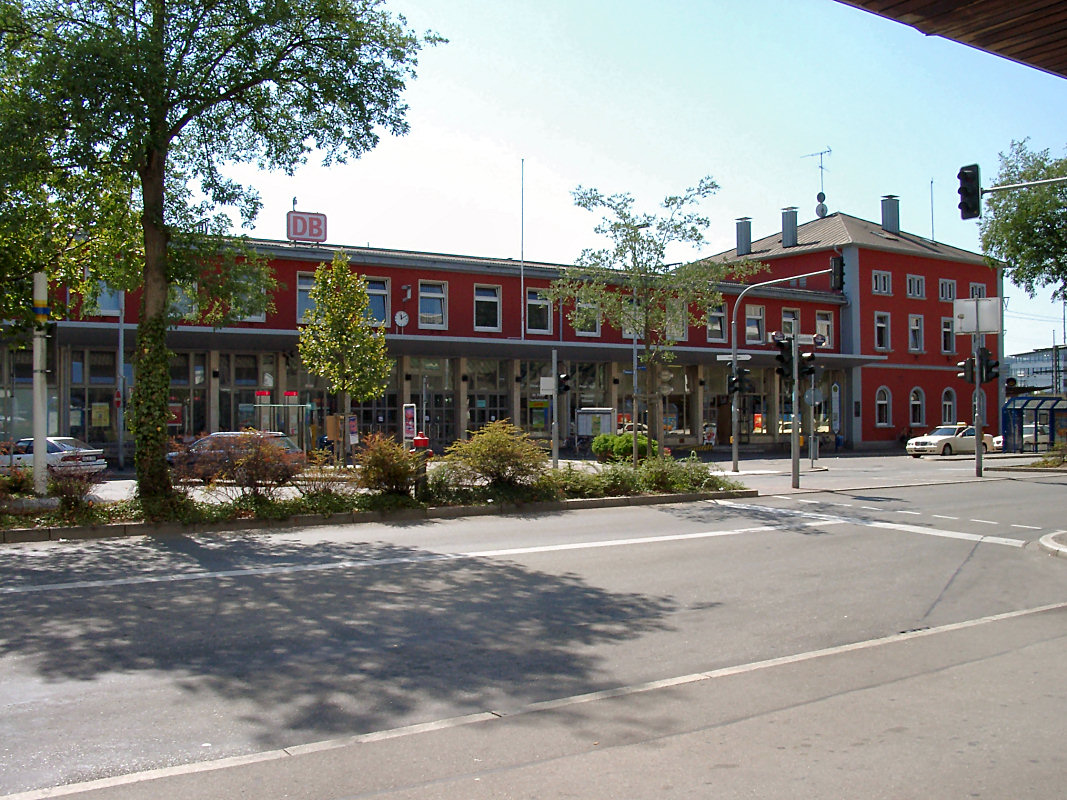
Станція Зінген, кінцева станція Шварцвальдбану

До листопада 1921 року на дільницях Оффенбург — Гаузах і Філлінген — Зінген споруджено двоколійні лінії, що стало можливим через те, що залізничне полотно всього Шварцвальдбану було прокладено для розміщення двох колій. 
З 1922 року на маршруті курсував прусський паровий локомотив класу P8.
4 лютого 1923 року французькі війська окупували міста Аппенвейер і Оффенбург, що означало, що пасажирські потяги (Bummelzug) змушені починати і закінчувати свої рейси в громаді Ортенберг, на південь від Оффенбурга. 
Лише один експрес-пасажирський потяг, що курсував між Гаузахом і Констанцом, використовував лінію в той час. 
Увесь звичайний наскрізний рух Шварцвальдбану довелося змінити складнішим маршрутом. 
Лише 11 грудня 1923 року, коли Аппенвейер і Оффенбург були звільнені, регулярні рейси до Оффенбурга та обмежені рейси далі на північ відновилися.
Починаючи з 1924 року старий віадук Горнберг через долину Райхенбах був замінений новим арковим мостом, щоб збільшити пропускну здатність маршруту. Наприкінці жовтня 1925 року, після 17 місяців будівництва, новий міст введено в експлуатацію. 
Також в 1925 році (деякі джерела цитують 1931 рік) був розкопаний і вивезений Кайзертунель завдовжки 31 м. 

22 квітня 1945 року експлуатацію довелося припинити, оскільки опора віадука зазнала супутніх пошкоджень під час війни. 
Пошкодження було усунено лише через кілька тижнів після закінчення війни, і 30 червня 1945 року Шварцвальдбан знову запрацював.

### 1945—1994
Рейкові автобуси з'явились на Шварцвальдбані влітку 1955 року, а наступного року відбулося перше обслуговування дизельних локомотивів на лінії. Дизельні локомотиви типу DB Class V 200 замінили останні паровози, зокрема типу DRG класу 39 (колишній прусський P10).
На початку 1970-х років було вирішено електрифікувати лінію, щоб зробити Шварцвальдбан економічно привабливим, і 25 вересня 1977 року всю лінію було повністю електрифіковано. 
Робота з електрифікації лінії була складнішою, ніж очікувалося, особливо в багатьох тунелях, оскільки в цих випадках полотна рейок доводилося опускати. 
Тоді ж закрито декілька нерентабельних залізничних станцій та пристанків. 
Також варто відзначити, що через велику кількість дільниць з крутими схилами в експлуатації впроваджено локомотиви типу DB Class E 40 з реостатними гальмами.
1989 рік став початком нового етапу в залізничному сполученні в Шварцвальді: Deutsche Bundesbahn запровадив новий тип поїзда під назвою InterRegio (IR), запровадивши нове сполучення з Констанца через Оффенбурга, Карлсруе, Гайдельберга та Франкфурта-на-Майні до Касселя. 
Ці потяги InterRegio курсували щогодини, чергуючись з поїздом Regional-Express (RE) з Констанца до Оффенбурга. 
Сполучення InterRegio з Берліном, Гамбургом, Любеком і Штральзундом були запропоновані з середини 1990-х років.

### 1994 р. до сьогодні

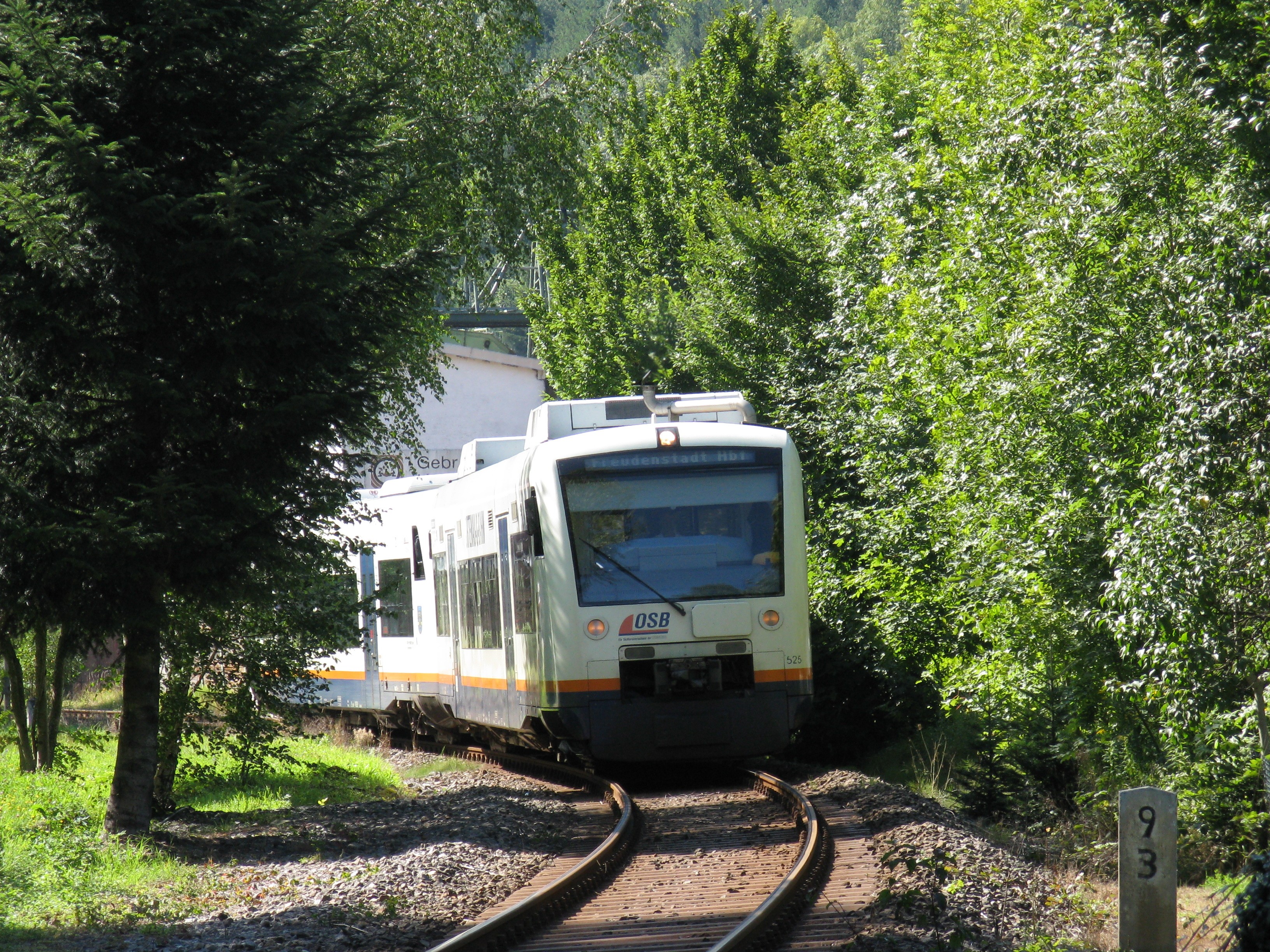
Ortenau-S-Bahn поблизу Гальбмайлу

Приватизація Bundesbahn також стосувалась Шварцвальдбану. 
Програма реформування залізничного транспорту дозволила приватним залізничним транспортним компаніям отримати доступ до мережі DB AG, а разом з нею і доступ до Шварцвальдбану. 
Починаючи з 24 травня 1998 року, поїзди Ortenau-S-Bahn забезпечували сполучення між Оффенбургом і Гаузахом. 
Ця послуга тепер доступна щогодини з Оффенбурга через Гаузах, а потім Кінцигбаном до Фройденштадту. 
Паралельно поїзди швейцарської компанії Миттельтургаубан курсували між Енгеном і Констанцом, які сполучалися через Констанц зі Швейцарією.
У 2001 році побудували новий пристанок біля професійно-технічної школи Оффенбурга від імені Ortenau S-Bahn. 
З новим графіком 2001 року, за винятком двох поїздів, послугу InterRegio було замінено новими поїздами Interregio-Express (IRE), які прямують з Карлсруе до Констанца. 
Обслуговування поїздів RegioExpress також було розширено до Карлсруе. 
Наприкінці 2002 року два поїзди IR, що залишилися, були переобладнані в поїзди Intercity (IC), а трафік поїздів IR було припинено.

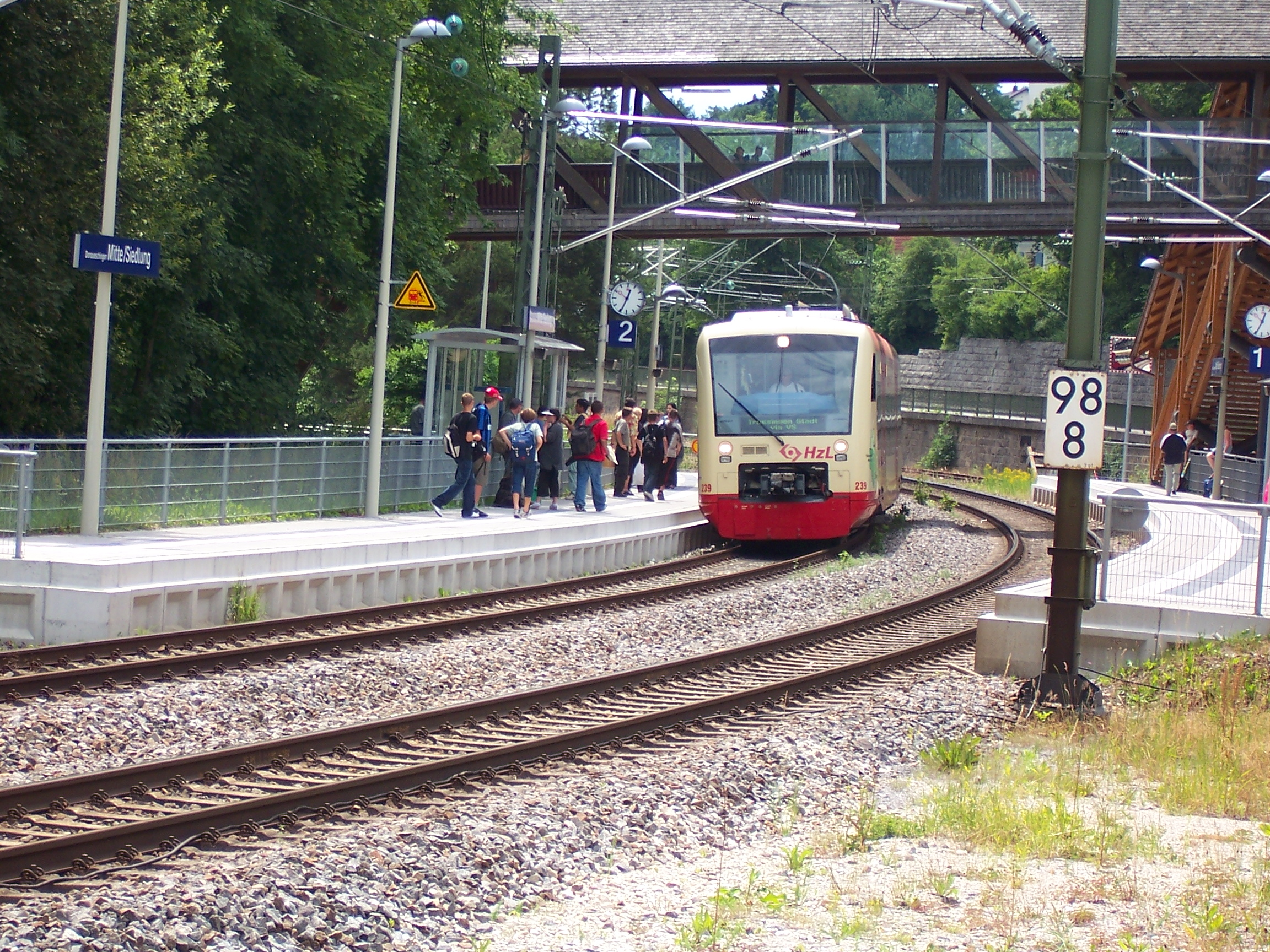
Ringzug на зупинці в Донауешинген Мітте/Зідлунг

З 2003 року дільниці лінії між Донауешингеном і Філлінгеном, а з 2004 року — дільниці між Вутахвальбаном, що розгалужується поблизу Гінтшингену, та Іммендінгеном, використовуються мережею Рінгцуг округів Тутлінген, Роттвайль і Шварцвальд-Бар. 
Для цього відновили декілька невикористаних пристанків, а також створили нові пристанки.
Земля Баден-Вюртемберг у 2003 році оголосила загальноєвропейський тендер на надання послуг місцевого залізничного сполучення між Карлсруе та Констанцом. 
У 2004 році DB Schwarzwaldbahn GmbH, дочірня компанія DB AG, яка стала частиною DB Regio AG ще до початку обслуговування, виграла контракт над двома іншими учасниками тендеру.

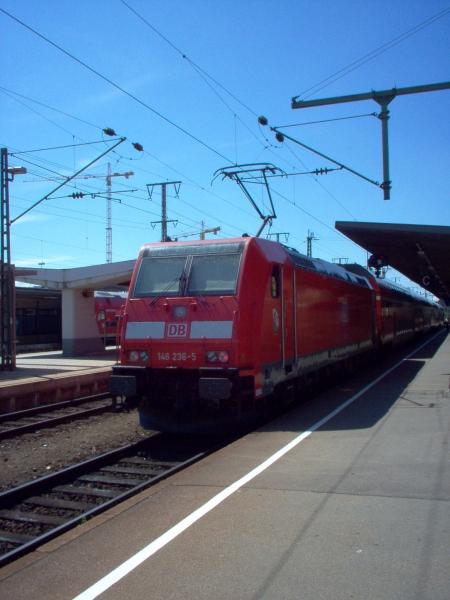
A DBAG Class 146 у Зінгені

Починаючи з 10 грудня 2006 року поїзди, що складаються з локомотивів типу DBAG Class 146, і сучасних двоповерхових пасажирських вагонів з написом «Schwarzwaldbahn» забезпечують комфортне обслуговування з кондиціонером і підвіскою сидінь. 
За рік після запуску цієї послуги кількість пасажирів зросла на 30%. 

Послуга InterCity 2370/2371, яка отримала назву «Шварцвальд», курсує з/до Гамбург — Констанц, як і раніше здійснює цю поїздку щодня паралельно з поїздами RegioExpress. 
У вихідні дні додатковий поїзд IC з номерами 2004 і 2006/2005, який отримав назву "Bodensee", сполучає Констанц з Дортмундом, Емденом і Норддайхом. 
Вантажні перевезення мають лише другорядне значення.

## Деталі маршруту

### Географія
Між Оффенбургом і Гаузахом та біля Генгенбаха Шварцвальдбан прямує річищем Кінцигу. 
Дільниця між Оффенбургом і Генгенбахом оточена великими виноградниками, які повільно меншають у міру звуження долини Кінцигу. 
Потім лінія прямує долиною Гутаха до Горнбергу. 
Від Горнберга до Санкт-Георгену маршрут проходить численні меандри, багато з яких через тунелі, і на цьому шляху долає кілька сотень метрів над рівнем моря. 
За Санкт-Георгеном, залізниця прямує річищем Бригах. 
Після Філінгена залізниця залишає Шварцвальд і перетинає Барську низовину. 
У Донауешингені Шварцвальдбан має сполучення із Геллентальбаном, який поступається лише Шварцвальдбану за значенням залізниць у цьому регіоні. 
Далі маршрут прямує паралельно річці Дунай, який утворюється в результаті злиття річок Брігах і Брег, до Іммедінгену.

### Технічні характеристики
Шварцвальдбан була першою гірською залізницею, яку штучно подовжили вигинами для обмеження нахилу, але дозволило на будь-якій точці нахил залишати нижче 20 проміле. 
Без цього рішення була б необхідна побудова частини лінії як зубчатої залізниці, як спочатку було на Мургтальбані або Гелентальбані. 
Між Гаузахом і Санкт-Георгеном залізниця піднімається вгору на 564 метри. 
Між двома містами  лише 21 км по прямій лінії; але відстань залізницею становить 38 км.
Як згадувалося раніше, залізниця мала бути побудована з обмеженням, що вона не могла залишати територію Великого герцогства Баден. 
Будівництво лінії через місто Шрамберг, що в Королівстві Вюртемберг, зробило б будівництво набагато менш дорогим і складним. Однак це означало б, що Баден мав би розділити контроль над стратегічно важливою залізницею з іншою державою, а годинникова промисловість у Шрамберзі отримала б важливу перевагу в конкуренції з такою ж промисловістю у Фуртвангені в Бадені.

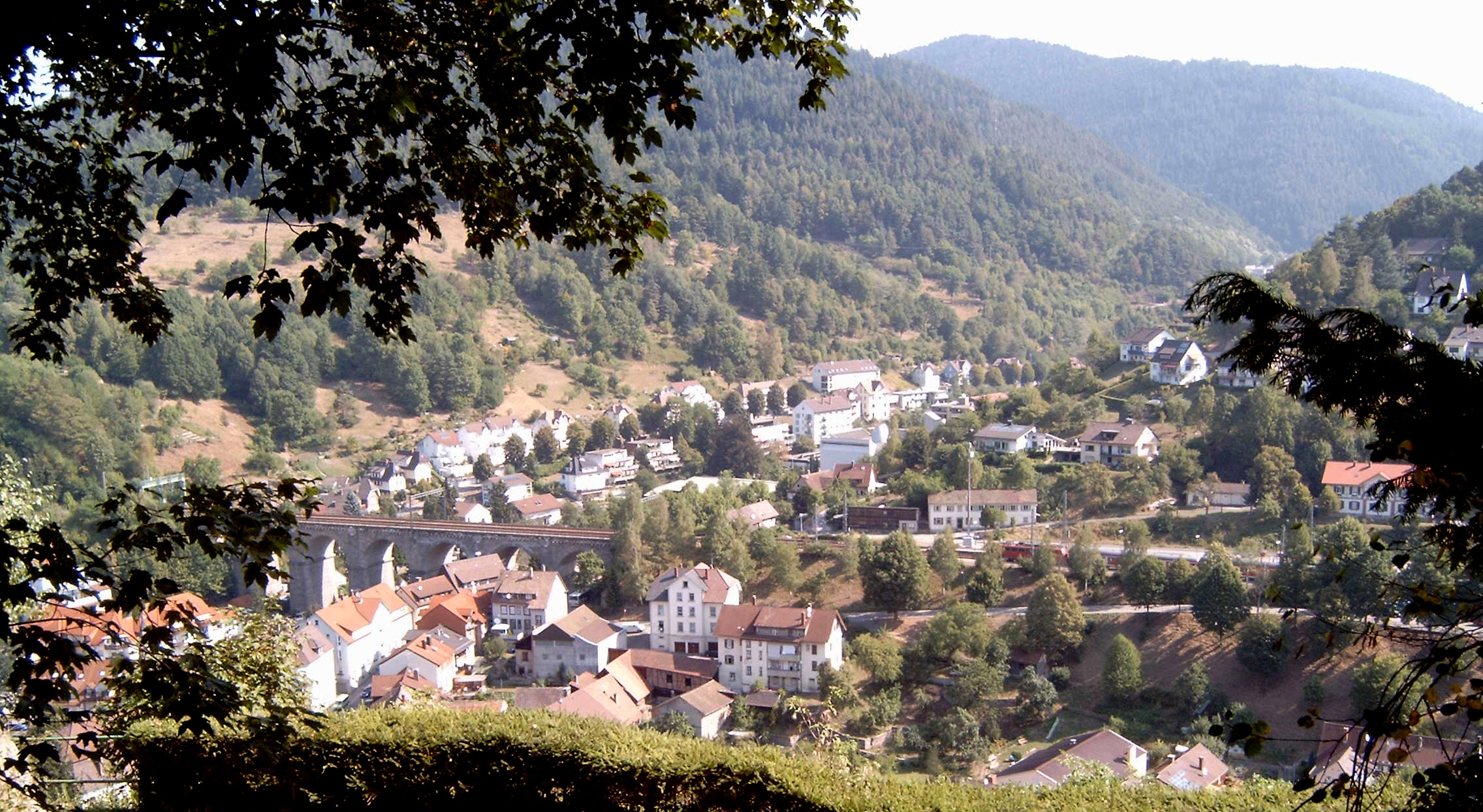
Віадук в Горнберзі

Залізниця прямує через численні тунелі (тільки 37 на дільниці між Гаузахом і Санкт-Георгеном), але проходить лише через один великий віадук у Горнберзі. 
На своєму шляху з півночі на південь залізниця двічі перетинає головний європейський вододіл, один раз тунелем Зоммерау між Трібергом і Санкт-Георгеном, довжина якого становить 1697 м, а потім через тунель Гаттінг, між Енгеном і Іммендінгеном, завдовжки 900 м.

### Модель залізниці
Частину Шварцвальдбану реконструювали з використанням фотографій і фактичних будівельних планів як модель залізниці в масштабі HO в місті Гаузах. 
Маючи 1600 м колії, 1,8 метра від найвищої до найнижчої точки та площу 400 м², це найбільший модельний проєкт залізниці в Європі, який повторює справжню залізничну лінію.

Востаннє його відкрито 6 січня 2019 року та демонтовано до 31 березня 2019 року. 
Зараз на місці будують торговий ринок. 

У Гутах 1 серпня 2021 року модельну залізничну систему тимчасово відновлено. 

Інша копія Шварцвальдбану зберігається в Музеї Шварцвальду в Тріберзі з початку 1950-х років. 

Тут показано дільницю від Нідервассера до Зоммерау в 1950-х роках в номінальному розмірі N. 
На залізничному вокзалі Кельн-Мюльгайм відтворено деякі мотиви із Шварцвальдбану в номінальному розмірі H0. 